# Andutz
Andutz är en bergstopp i Spanien.   Den ligger i provinsen Gipuzkoa och regionen Baskien, i den norra delen av landet, 300 km norr om huvudstaden Madrid. Toppen på Andutz är 592 meter över havet, eller 312 meter över den omgivande terrängen. Bredden vid basen är 4,7 km.
Terrängen runt Andutz är huvudsakligen kuperad, men norrut är den platt. Havet är nära Andutz norrut.Runt Andutz är det ganska tätbefolkat, med 72 invånare per kvadratkilometer. Närmaste större samhälle är Eibar, 15,1 km sydväst om Andutz. I omgivningarna runt Andutz växer i huvudsak blandskog.